# George Fitzmaurice
George Fitzmaurice (París, 13 de febrer de 1885 − Los Angeles, 13 de juny de 1940) va ser un productor i director de cinema estatunidenc.
George Fitzmaurice comença la seva carrera el 1908 com decorador de teatre. Director des de 1914, es fa una reputació dirigint els repartiments de Broadway que van a rodar a Hollywood, sobretot Mae Murray i Fannie Ward. Va dirigir més de 80 pel·lícules, entre les quals algunes d'èxit, com  The Son of the Sheik  amb Rodolfo Valentino el 1926, i  Mata Hari amb Greta Garbo el 1931.

## Filmografia

### Director
| - 1914: When Rome Ruled - 1914: The Quest of the Sacred Jewel - 1914: The Bomb Boy - 1915: Stop Thief! - 1915: The Commuters - 1915: Who's Who in Society - 1915: The Money Master - 1915: Via Wireless - 1915: At Bay - 1916: New York - 1916: Big Jim Garrity - 1916: The Test - 1916: Arms and the Woman - 1916: The Romantic Journey - 1917: Kick In - 1917: The Hunting of the Hawk - 1917: The Recoil - 1917: The Iron Heart - 1917: Blind Man's Luck - 1917: The On-the-Square Girl - 1917: The Mark of Cain - 1917: Sylvia of the Secret Service - 1918: Innocent - 1918: The Naulahka - 1918: The Hillcrest Mystery - 1918: A Japanese Nightingale - 1918: The Narrow Path - 1919: Common Clay - 1919: The Cry of the Weak - 1919: The Profiteers - 1919: The Avalanche - 1919: Our Better Selves - 1919: A Society Exile - 1919: The Witness for the Defense - 1919: Counterfeit - 1920: On with the Dance - 1920: The Right to Love - 1920: Idols of Clay - 1921: Paying the Piper - 1921: Experience - 1921: Forever | - 1922: Three Live Ghosts - 1922: The Man from Home - 1922: To Have and to Hold - 1922: Kick In - 1923: Bella Donna - 1923: The Cheat - 1923: The Eternal City - 1924: Cytherea - 1924: Tarnish - 1925: A Thief in Paradise - 1925: His Supreme Moment - 1925: The Dark Angel - 1926: The Son of the Sheik - 1927: The Night of Love - 1927: The Tender Hour - 1927: Rose of the Golden West - 1927: The Love Mart - 1928: Lilac Time - 1928: The Barker - 1929: His Captive Woman - 1929: The Man and the Moment - 1929: The Locked Door - 1929: Tiger Rose - 1930: The Bad One - 1930: Raffles - 1930: The Devil to Pay! - 1931: One Heavenly Night - 1931: Strangers May Kiss - 1931: The Unholy Garden - 1931: Mata Hari - 1932: As You Desire Me - 1932: Rockabye - 1934: All Men Are Enemies - 1936: Petticoat fever - 1936: Suzy - 1937: The Last of Mrs. Cheyney - 1937: The Emperor's Candlesticks - 1937: Live, Love and Learn - 1938: Arsène Lupin Returns - 1938: Vacation from Love - 1940: Adventure in Diamonds |

### Productor

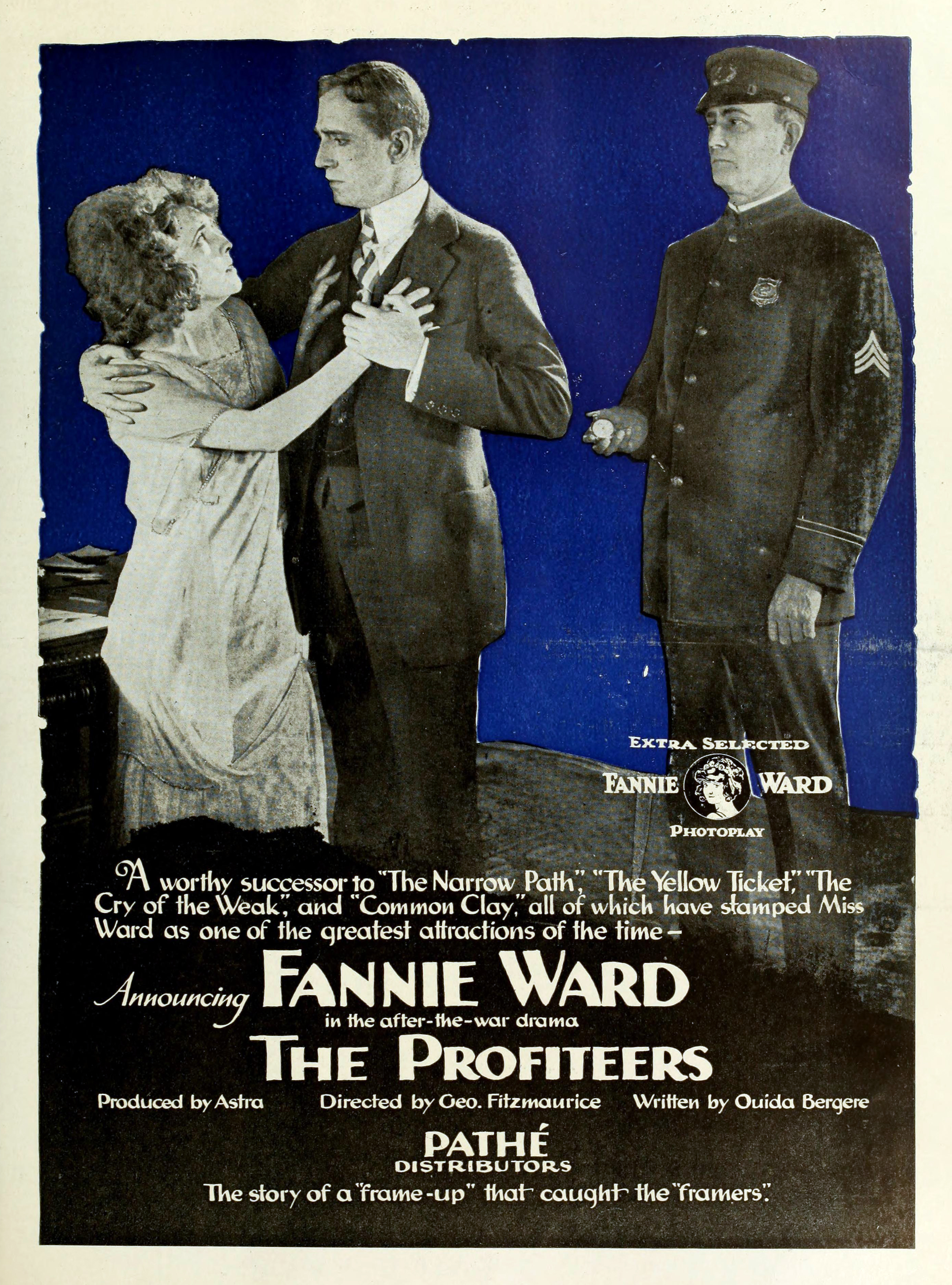
The Profiteers, 1919

- 1921: Paying the Piper
- 1923: The Cheat
- 1925: A Thief in Paradise
- 1926: The Son of the Sheik
- 1928: Lilac Time
- 1929: The Locked Door
- 1931: Strangers May Kiss
- 1931: The Unholy Garden
- 1931: Mata Hari
- 1932: As You Desire Me

### Actor
- 1919: The Avalanche
- 1925: Ben-Hur: A Tale of the Christ